# 武松 (2013年电视剧)
《武松》，2013年中国大陆播出的古装电视剧，导演王响伟、周敏，主演游大庆、孙耀琦、潘长江、張翰、惠英红、杨洪武。2013年7月8日湖南经视全国首播。

## 播放時間及平台
| 頻道                 | 國家/地區 | 播放日期             | 備註               |
| -------------------- | --------- | -------------------- | ------------------ |
| 湖南经视             | 中国大陆  | 2013年7月8日         |                    |
| 廣東珠江频道（粤语） | 中国大陆  | 2013年7月17日-8月7日 |                    |
| 山东卫视/黑龙江卫视  | 中国大陆  | 2013年8月14日        |                    |
| CHING                |           | 2014年1月29日        | 每天2集            |
| 中視HD台             | 臺灣      | 2015年1月23日        | 週一至週五晚上九點 |
| WINHD綜合台          | 臺灣      | 2016年12月27日       |                    |

## 剧情
该剧讲述武松在景阳冈打虎之后回家乡成了打虎英雄，遇到哥哥武大郎被西门庆和嫂嫂潘金莲毒害，武松替哥哥报仇雪恨，杀害西门庆、潘金莲及王婆，被官府判刑流放，发配孟州，后来结识鲁智深，加入梁山泊，成为江湖豪杰。

## 演出
| 演员                | 角色                                                                       |
| 游大庆 幼年：林源傑 | 武松 ，喜歡潘金蓮，但因為金蓮成了哥哥的妻子而不敢娶她。                    |
| 孙耀琦 幼年：余心恬 | 潘金莲，喜欢武松，後来喜欢西门庆，在王婆的遊說下殺了武大郎，後被武松誤殺。 |
| 张翰(台)            | 西门庆，喜歡潘金蓮，後被武松所杀。                                         |
| 潘长江              | 武大郎 ，是一个老实善良的人，後被潘金蓮和王婆毒死。                        |
| 惠英红              | 王婆 ，毒殺武大郎的事情敗露後被武松所殺。                                  |
| 蒋林静              | 孙二娘                                                                     |
| 汤镇业              | 蒋门神 ，惡霸，真名蔣忠，被武松所殺。                                      |
| 李永林              | 鲁智深 ，花和尚。                                                          |
| 杨洪武              | 宋江                                                                       |
| 王新军              | 方腊                                                                       |
| 单薇                | 林冲的娘子                                                                 |
| 吴恙                | 韩玉兰                                                                     |
| 陈晓雪              | 武金定                                                                     |

## 制作
该剧中潘金莲加入了导演的同情元素，潘金莲出轨属于不能满足性生活，大胆追求爱情，敢爱敢恨，时尚元素是催泪、虐心。
该版武松被誉为《赛德克·巴莱》，金像奖影后惠英红出演王婆。

## 電視劇主題曲
| 曲序 | 曲目                         |        | 作曲   | 演唱者 |
| ---- | ---------------------------- | ------ | ------ | ------ |
| 1.   | 《武松》（主题曲）           |        |        | 赵大地 |
| 2.   | 《好聚好散》（片尾曲）       | 章娅萍 | 姚杰軍 | 冰淇   |
| 3.   | 《武松爱上了潘金莲》（插曲） |        |        | 张瀚元 |

## 外部連結
- 《武松》山東衛視專題 （页面存档备份，存于）
- 《武松》观剧报告 网易娱乐 （页面存档备份，存于）
- 《武松》胡越发行工作室 （页面存档备份，存于）
- 《武松》中視官網 （页面存档备份，存于）
- ‘수호지의 무송’CHING網站 （页面存档备份，存于）